# ۳-مرکپتو-۳-متیل بوتان-۱-ال
۳-مرکپتو-۳-متیل بوتان-۱-ال (به انگلیسی: 3-Mercapto-3-methylbutan-1-ol) با فرمول شیمیایی C5H12OS یک ترکیب شیمیایی با شناسه پاب‌کم 15625 است. که جرم مولی آن ۱۲۰٫۲۱ گرم بر مول می‌باشد. 